# 夏徴舒
夏 徴舒（か ちょうじょ）は、陳の公族・大夫。姓は嬀、氏は夏、諱は徴舒。霊公を弑して陳侯と称した。

## 概要
陳の大夫の夏御叔と夏姫のあいだの子として生まれた。父方の祖父は陳の宣公の子の公子少西（字は子夏）であり、母方の祖父は鄭の穆公である。
陳の霊公十四年（紀元前600年）、霊公と陳の大夫の孔寧と儀行父は夏姫と姦通し、夏姫の下着を着こんで朝堂でふざけあった。大夫の洩冶がその淫奔を諫めたため孔寧らに殺害された。十五年（紀元前599年）、霊公は孔寧や儀行父とともに夏氏の邸で酒宴を開き、「夏徴舒はおまえに似ているぞ」と儀行父に言った。儀行父は「君にも似ております」と答えた。徴舒は激怒して、陳の霊公が邸から出るときに厩の陰から矢を放って、そのまま弑した。孔寧と儀行父は楚に逃亡し、太子の嬀午は晋に亡命した。徴舒は自ら立って陳侯となった。
陳の成公元年（紀元前598年）冬、楚の荘王が陳を討った。捕らえられた徴舒は栗門で車裂きにされて処刑された。晋に亡命した太子の嬀午が帰還して陳侯として立てられた。
陳の大夫の夏齧(zh)は夏徴舒の曾孫にあたる。